# Reinier Craeyvanger

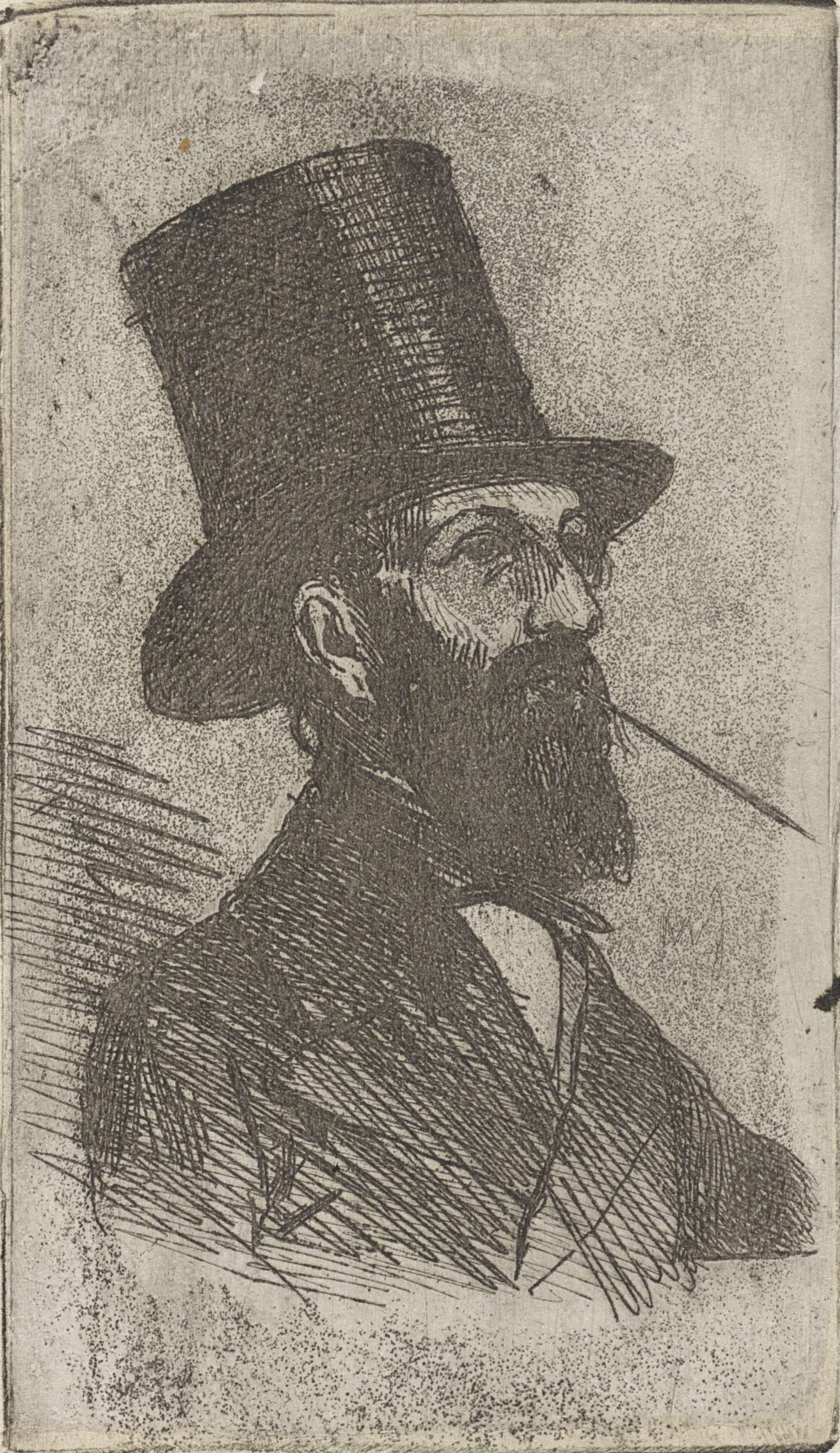
Reinier Craeyvanger, de Jan Weissenbruch.

Reinier Craeyvanger (Utrecht, 29 de febrero de 1812 - Ámsterdam, 10 de enero de 1880) fue un pintor y músico (bajo, violonchelista y contrabajo) holandés. Además de por sus obras es conocido por copias de grandes maestros como Jan Steen, Gerard Dou o Frans van Mieris. 
Su hermano Gijsbertus también era pintor y su padre Gerardus era músico.
Reinier estudió en la Real Academia de Bellas Artes de Ámsterdam, donde, entre otros, fue alumno de Jan Willem Pieneman.
Fue miembro de Arti et Amicitiae y uno de los miembros fundadores de  De Haagse Etsclub en La Haya.

## Galería

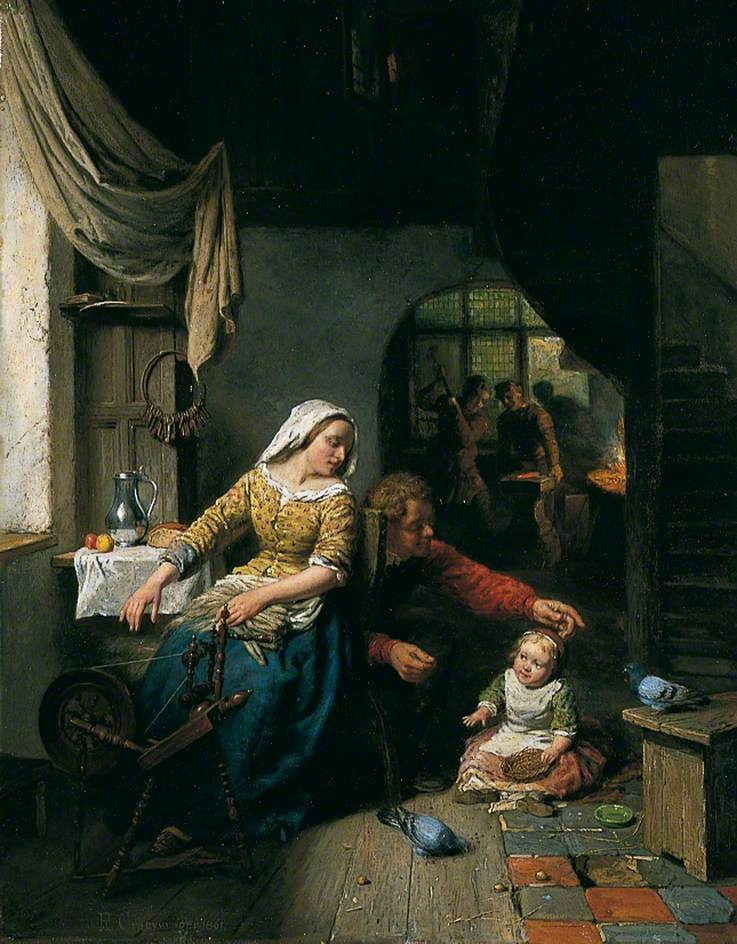
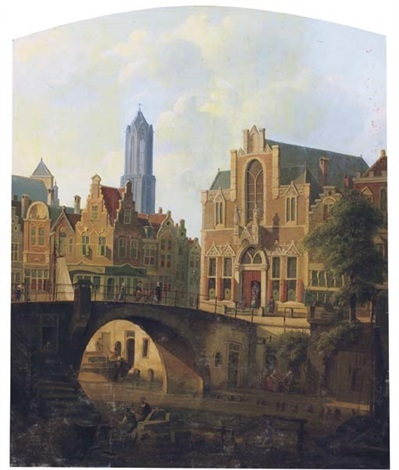
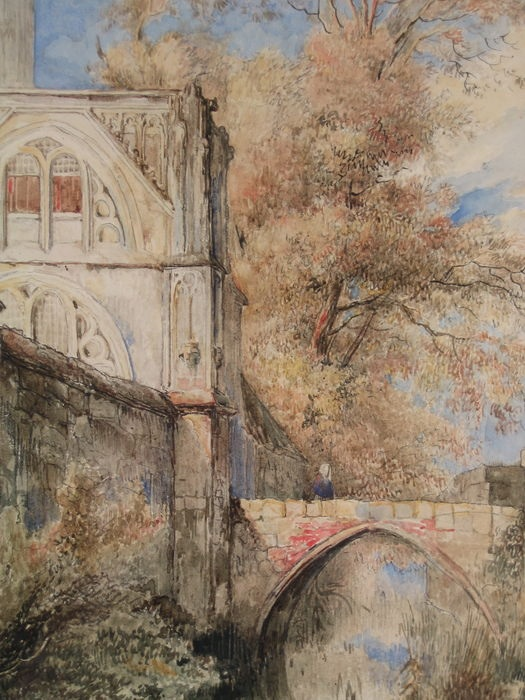
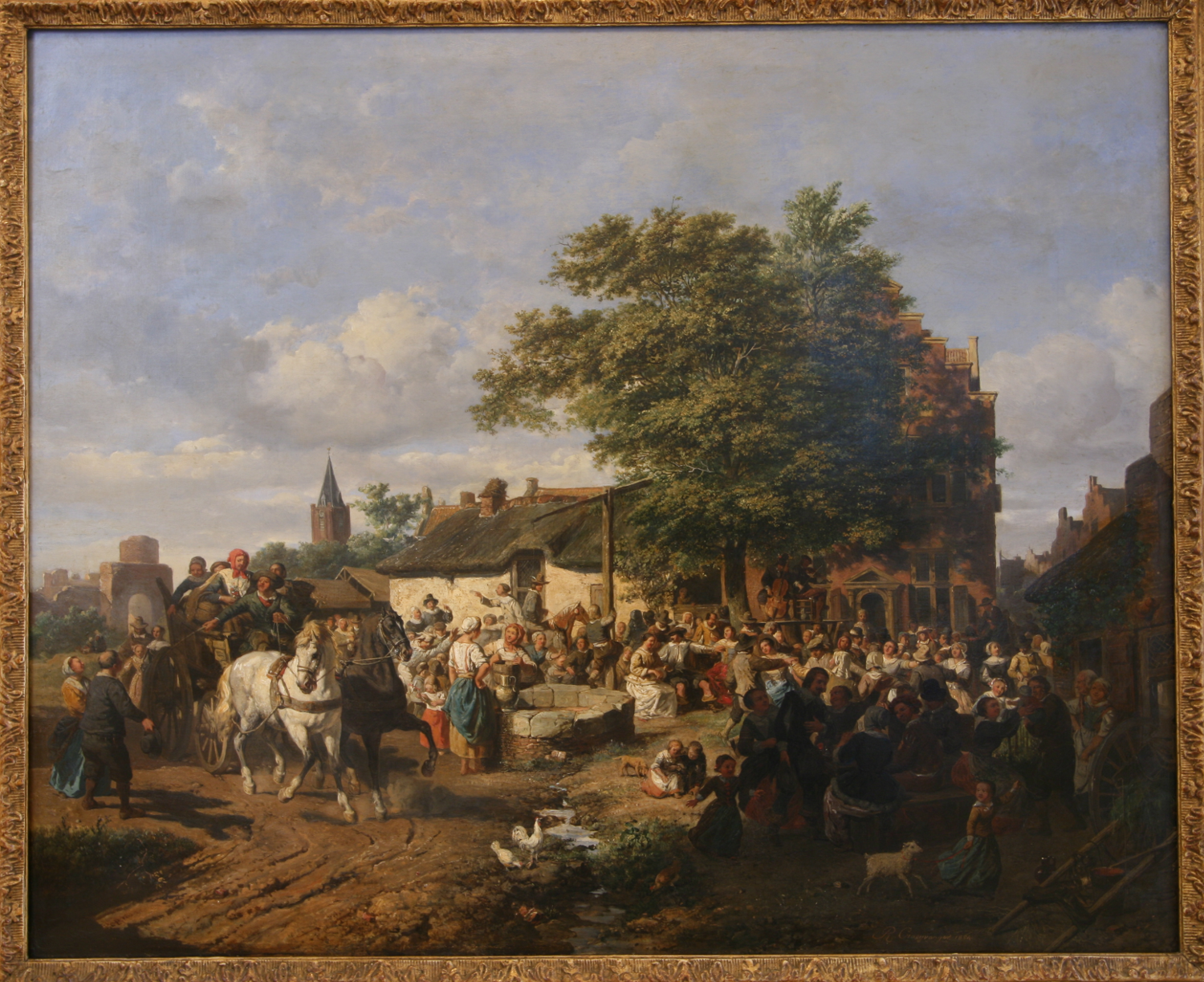